# Tomasz Aniśko
Tomasz Witold Aniśko (ur. 7 kwietnia 1963 w Ośnie Lubuskim) – polski polityk, architekt krajobrazu, wykładowca akademicki, poseł na Sejm IX kadencji.

## Życiorys
Ukończył studia na Akademii Rolniczej w Poznaniu. Doktoryzował się w zakresie ogrodnictwa na University of Georgia. Przez około 25 lat mieszkał w Stanach Zjednoczonych. Pracował jako wykładowca akademicki na amerykańskich uczelniach. Założył również wraz z żoną pracownię projektową Aniśko Architektura Krajobrazu, specjalizującą się w rewitalizacji przestrzeni publicznej i projektowaniu przestrzennym. Kurator wystaw botanicznych, autor publikacji specjalistycznych, uczestnik ekspedycji botanicznych i działacz organizacji kulturalnych w województwie lubuskim.
Kilka lat po powrocie do Polski wstąpił do Partii Zieloni. W wyborach samorządowych w 2018 kandydował do sejmiku lubuskiego. Startował także w wyborach do Parlamentu Europejskiego w 2019. W wyborach krajowych w tym samym roku uzyskał mandat posła na Sejm IX kadencji. Kandydował z ramienia Partii Zielonych z 1. miejsca listy Koalicji Obywatelskiej w okręgu nr 8 (Zielona Góra), otrzymując 23 870 głosów. W Sejmie został zastępcą przewodniczącego Komisji Ochrony Środowiska, Zasobów Naturalnych i Leśnictwa oraz członkiem Komisji Rolnictwa i Rozwoju Wsi, a następnie członkiem kilku podkomisji stałych (do spraw monitorowania gospodarki odpadami, do spraw monitoringu Wspólnej Polityki Rolnej Unii Europejskiej oraz do spraw biogospodarki i innowacyjności w rolnictwie). Nie kandydował w kolejnych wyborach w 2023.

## Życie prywatne
Jest żonaty, ma dwoje dzieci.

## Wybrane publikacje
- Tomasz Aniśko: Plant exploration for Longwood Gardens. Portland, Or.: Timber Press, 2006. ISBN 0-88192-738-4. (ang.). Brak numerów stron w książce
- Tomasz Aniśko: When perennials bloom: an almanac for planning and planting. Portland, Or., London: Timber Press, 2008. ISBN 978-0-88192-887-7. (ang.). Brak numerów stron w książce
- Tomasz Aniśko, Mieczysław Czekalski. Pontic Azalea in Poland. „Journal American Rhododendron Society”. 47, 4, 1993. [dostęp 2019-10-22]. (ang.).brak numeru strony
- Joshua Willis, Tomasz Aniśko. Sturdy Spiraea. „American Nurseryman”, 2012. [dostęp 2019-10-22]. (ang.).brak numeru strony
- Tomasz Aniśko, Orville M. Lindstrom. Cold Hardiness of Evergreen Azaleas Increased by Water Stress Imposed at Three Days. „HortScience”. 30, 4, s. 848E–848, 1995. DOI: 10.21273/HORTSCI.30.4.848E. (ang.).
- Zoe A. Panchen, Richard B. Primack, Tomasz Aniśko, Robert E. Lyons. Herbarium specimens, photographs, and field observations show Philadelphia area plants are responding to climate change. „American Journal of Botany”. 99, 4, 2012. [dostęp 2019-10-22]. (ang.).brak numeru strony
- Dong-Lin Zhang, Dong-Yan Hu, ian-Hua Li, Tomasz Aniśko. Relationship of Buxus L. accessions from Longwood Gardens based on morphological and molecular characters. „Journal of Central South University of Forestry & Technology”, 2008. [dostęp 2019-10-22]. (ang.).brak numeru strony
- Mieczysław Czekalski, Władysław Danielewicz, Piotr Kiciński, Tomasz Aniśko. Magnolia drzewiasta (Magnolia acuminata (L.) L.) w Polsce. „Rocznik Polskiego Towarzystwa Dendrologicznego”. 66, s. 85–95, 2018. [dostęp 2019-10-22].